# Cañón M1943 76 mm
El Cañón de Regimiento M1943 (OB-25) 76 mm (en ruso:76-мм полковая пушка обр. 1943 г. (ОБ-25)) fue un cañón de apoyo de infantería desarrollado en 1943 por M. Yu. Tsiryulnikov en la Fábrica de Artillería de Motovilikha. El arma hacía uso de una versión modernizada de la caña del Cañón de Regimiento M1927 (M-42) 76 mm. Estaba destinado a la destrucción de fortificaciones de campo ligeras y de personal en posiciones descubiertas por fuego directo. Los proyectiles HEAT le daban una limitada capacidad en combate contra blindados.
Los cañones de regimiento M1943 de 76,2 mm reemplazaron por completo al obsoleto M1927 en producción ese año y fueron construidos hasta el final de la Gran Guerra Patria. Poco después de la guerra, la producción cesó debido al reducido alcance y velocidad de salida.

## Munición
- Tipos de municiones:
  - Fragmentación-HE: OF-350.
  - Fragmentación: O-350A.
  - HEAT: BP-350M.
- Peso del proyectil:
  - OF-350: 6,2 kg.
- Velocidad de salida:
  - OF-350, O-350A: 262 m/s.
  - BP-350M: 311 m/s.
- Alcance efectivo:
  - OF-350, O-350A: 4.200 m
  - BP-350M: 1.000 m.